# Krieger Sámuel (térképész)

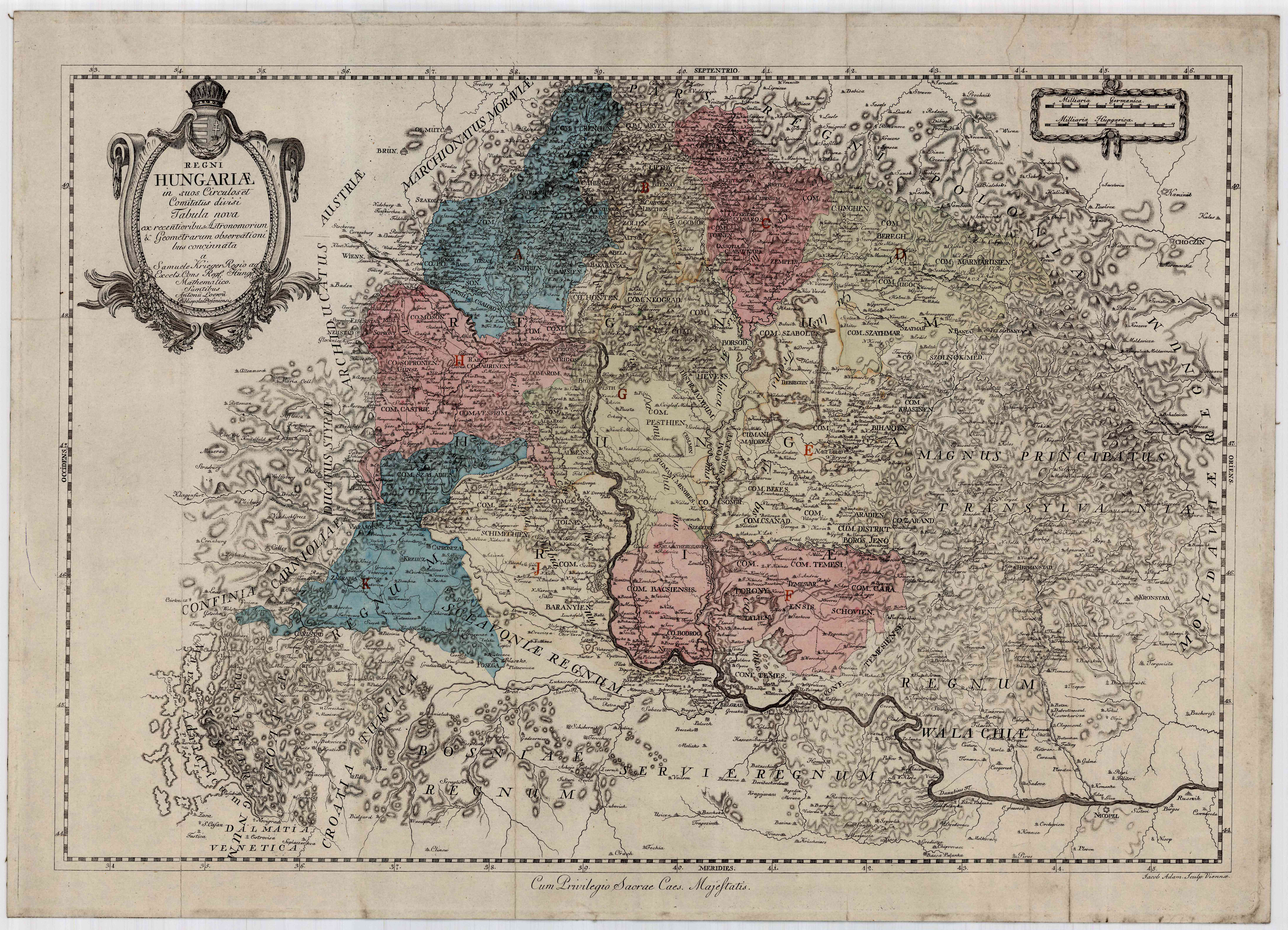
Regni Hungariae in suos circulos et comitatus divisi tabula nova (1785)

Krieger Sámuel (Eperjes, 1730 körül – 1785–90 körül)  földmérő mérnök, térképész.

## Élete
Tanulmányait 1766 és 1768 között a bécsi hadmérnöki akadémián végezte. Előbb Sopron vármegye mérnökeként kezdett dolgozni, majd 1779-től évi 800 forintos fizetéssel a Helytartótanács, ill. a Hajózási Igazgatóság, később az Országos Építészeti Igazgatóság királyi mérnöke lett. Korának egyik elismert szaktekintélyeként felvételei nagy felkészültségről tanúskodnak, de összefoglaló lapjai nem érik el Mikoviny Sámuel jóval korábbi munkáinak színvonalát. Térképein az „operans Mathematikus" („munkálkodó mérnök") címet használta. A Helytartótanács 1771 végén elrendelte a tolnai Sárvíz mente vízmérnöki felmérését és lecsapolási tervének elkészítését, majd röviddel ezt követően a Balaton hasonló felmérését is. Báró Sigray Károly királyi biztos 1772-ben az érintett megyék képviselőivel, valamint Böhm Ferenc és Krieger Sámuel földmérő mérnökökkel bejárta Simontornyától Siófokig a Siót és a Kapost, és a malomgátak  hibás elhelyezéséből eredő bajokat tanulmányozták. Krieger 1776-ban készített tervet a Sió, a Kapos szabályozására és a Balaton tavának a lecsapolására és részt vett a korabeli szabályozási munkálatok felülvizsgálatában. Elkészítette a Balaton kiszárítási tervét, tervei szerint három fokozatban képzelte el a tó hatalmas víztömegének elvezetését, a víz elvezetése után csak egy keskeny hajózható csatornát hagytak volna meg, aminek a nyomvonala végig vezetett volna a tó egész hosszában, Keszthelytől Siófokig. A kiszárításra vonatkozó tervek végrehajtását a Kapos, a Sárvíz és a Sió szabályozási munkálatainak befejezéséig felfüggesztették.
1764 és 1780 között, szabályozási terveket készített a Drávára, a Duna mohácsi szakaszára, valamint a Mosoni-Duna fattyúágra is. Főműve: Regni Hungariae in suos circulos et comitatus divisi tabula nova Krieger megállapításai szerint a Balaton elmocsarasodásához alapvető mértékben hozzájárult a tó természetes vízleeresztő árkainak eliszaposodása illetve a néhány helyen megtörtént mesterséges elrekesztése, amelynek okai szerinte a malmok voltak. A javaslatai nyomán is, az 1751. évi XIV. törvénycikk a malomtulajdonosok számára előírta, hogy „a malomgátjaikat hordják el, és a malomhoz külön medret ásván, a folyóviz egy részét ugy vezessék el, hogy az elvezetés sem áradást ne okozzon, sem az innen vagy tulról közlekedõ hajóknak akadályul  ne  szolgáljon”.
A Balaton tava nyugatról keletnek, hossztengelye mentén mérve 9 német mérföld (80,44 km), hosszúságú; szélessége változó; ahol legkeskenyebb: nem haladja meg a 600 ölet (1,14 km); közepes szélessége a 3000 ölet (5,69 km); legnagyobb szélessége pedig a 8000 ölet (15,170 kim). Három vármegyéhez tartozik; északon és nyugaton Zala, délen Somogy, keleten Veszprém megyék tartozéka, és mintegy 60 községet érint. Nevezetesebb mocsarai: észak felől a Hévízi, a Szigligeti, nyugatról a Zala folyó mocsarai, délről a Keresztúri. Fonyódi, Ordai, Csehi és az Ormándi, s végül a Boglári mocsár. De azért a különböző mocsarak mindegyike keletkezésének mégsem csupán a Balaton tavának vízállása az oka; figyelembe kell vennünk, hogy egyes mocsaraknak mintegy saját tulajdon patakjuk van, amely elárasztja őket (vizével); ezek eredete így értelmezhető. A távolabbi mocsarak közül Kővágóőrs közelében a Bornóchi, magyarul a Bornóti bozót, és a tapolcai (mocsarak) terjedelmük miatt érdemelnek figyelmet. A Balaton tó a Zala folyóból ered.…
Krieger hatalmas méretű Balaton térképe Lázár deák, Mikoviny Sámuel és Müller Ignác térképei, metszetei és leírásai mellett az egyik legfontosabb és legmegbízhatóbb bizonyítéka a tó hajdani magas vízállásának.
1781-ben vita keletkezett Sopron vármegye és a Helytartótanács között. 1781. januárjában a megyei tanácsülés 139/1781. sz. határozatával kimondta, hogy hozzájárul ahhoz, hogy Krieger a megyei szolgálattól ismét a helytartótanács kerületi mérnöki hivatalának állományába helyeztessék át.